# Station Augsburg-Oberhausen

Station Augsburg-Oberhausen is een spoorwegstation in de Duitse plaats Augsburg (stadsdeel Augsburg-Oberhausen). 